# Circuit de la Sarthe
Circuit de la Sarthe är en racerbana nära Le Mans i Frankrike. Banan är drygt 13 km lång och det berömda sportvagnsloppet Le Mans 24-timmars körs här.